# Trubar-Park
Der Trubar-Park (slowenisch Trubarjev park, Ljubljana) ist ein Park im Zentrum von Ljubljana, der Hauptstadt Sloweniens zwischen Tivoli-Park, Slowenischer Nationalgalerie und Slowenisches Museum für Moderne Kunst. Der Park wird im Norden und Osten durch die Prešernova cesta begrenzt, im Süden durch die Cankarjeva cesta und im Westen durch die Bleiweisowa cesta.
Die Anlage ist nach Primož Trubar (deutsch Primus Truber), dem Begründer des slowenischen Schrifttums und der evangelischen Kirche in Slowenien benannt. Mitten im Park liegt die orthodoxe Kirche von Ljubljana.

## Trubar-Denkmal
Das Trubar-Denkmal aus weißem Marmor wurde im Jahr 1910 vom slowenischen Bildhauer Franc Berneker (1874 bis 1932) geschaffen. Die Initiative dazu kam von dem Dichter und Laibacher Stadtarchivar Anton Aškerc mit Unterstützung des damaligen Bürgermeisters Ivan Hribar. Der Künstler nahm die einzige von Trubar erhaltene Darstellung als Vorbild und gestaltete eine Statue in Form eines Rednerpults, auf das sich der protestantische Prediger und Vater der slowenischen Literatur stützt. Das Monument wird als das erste Jugendstil-Denkmal in Ljubljana beschrieben.

## Bauwerke und Einrichtungen
- Parkanlage
- Trubar-Denkmal
- Kyrill-und-Method-Kirche